# Francesc Xavier Bonastre Thió
Francesc Xavier Bonastre Thió   (Barcelona, 12 de març de 1961) és un periodista esportiu, escriptor i corredor de fons català amb una llarga carrera professional, que ha desenvolupat especialment al departament d'esports de TV3 i al Canal 3/24.
El 2018 va estar diversos mesos apartat de la televisió, i de l'atletisme, després de patir una oclusió intestinal al mes d'abril i posteriorment, al setembre, una suboclusió intestinal que va derivar en una perforació gastrointestinal. Després d'una primera operació, el seu estat es va complicar amb un xoc sèptic per infecció generalitzada, que l'obligà a passar novament pel quiròfan 2 dies després; en sortir del quiròfan, va estar 8 dies en coma induït a l'UCI. Es va reincorporar a la feina, ja recuperat, el 28 de gener del 2019. El 9 de novembre del 2019 va tornar a presentar un telenotícies a TV3.
El 2019 va publicar Cent històries del córrer, un llibre on explica diverses anècdotes personals sobre les curses que ha disputat com a aficionat des de l'any 1997.

Bonastre va treballar a Ràdio Ripollet del 1981-1983 on va fer diversos programes d’entreteniment, però cap relacionat amb la temàtica esportiva.     
A l’estiu del 1983 va entrar a treballar a Catalunya Ràdio a la redacció esportiva de cap de setmana, de la mà d’Eduard Berraondo. Allà va coincidir amb els periodistes Imma Pedemonte, Enric López Vilalta, Arcadi Alibés o Verònica Pareja, entre d'altres.
A l’abril del 1984, Bonastre va fitxar per TV3, reclamat per Berraondo, que s'havia incorporat uns mesos abans a Televisió de Catalunya. Allà Bonastre, conegut també pel seu bigoti –que es va afaitar a l’abril del 2014— ha desenvolupat la totalitat de la seva carrera de periodista esportiu, la major part dedicada a la informació esportiva en els Telenotícies –ha estat presentador de totes les edicions i al canal informatiu temàtic 3/24.     
Xavier Bonastre s'ha especialitzat en el tenis i ha transmès totes les grans competicions d’aquest esport, com ara el torneig de Wimbledon, l’Open dels Estats Units o la mítica eliminatòria de Copa Davis del 1985 que va enfrontar, a Barcelona, Espanya i Alemanya, amb una històrica victòria de Sergio Casal sobre Boris Becker en el 5è i decisiu partit.
També ha transmès atletisme, com per exemple el Campionat d’Europa que es va celebrar a Barcelona al 2010.
Com exjugador de voleibol i exàrbitre d’aquest esport, Bonastre va transmetre pel Canal Olímpic els partits de voleibol que es van jugar als Jocs Olímpics de Barcelona-92.
Bonastre va transmetre també la sèrie “L’home més fort del món”, i també ha fet retransmissions d’esquí, bàdminton, futbol platja o volei platja, entre molts altres esports.     
Bonastre també va ser uns mesos el responsable de la informació esportiva en el programa “La Nit al Dia” de TV3, que presentava Mònica Terribas.
El 2018, va estar diversos mesos apartat de la televisió, i de l'atletisme, després de patir una oclusió intestinal al mes d'abril i posteriorment, al setembre, una suboclusió intestinal que va derivar en una perforació gastrointestinal. Després d'una primera operació, el seu estat es va complicar amb un xoc sèptic per infecció generalitzada, que l'obligà a passar novament pel quiròfan 2 dies després. En sortir del quiròfan, va estar 8 dies en coma induït a l'UCI. Finalment va poder sortir de l'hospital el 28 de setembre. Es va reincorporar a la feina, ja recuperat, el 28 de gener del 2019 

## Llibres
El febrer del 2019 va publicar "Cent històries del córrer", un llibre on explica diverses anècdotes personals sobre les curses que ha disputat com a aficionat, 770, des de l’any 1997.   
“100 històries del córrer” és el segon llibre de Bonastre. El primer va ser “El impulso de Beamon”, una novel·la policíaca, escrita conjuntament amb Juan Carlos Girauta Vidal, amb qui va fer l’escolarització fins al 3r de BUP.

## Vida personal
És fill d’un advocat, Josep Oriol Bonastre de Gassó (1923-1996) i una mestressa de casa, Maria Rosa Thió Duran (14/6/1931) Té 8 germans. 3 més grans, Josep Oriol (1957), Manuel (1958) i Jordi (1959) i 5 més petits: Rosa Maria (1963), Elisabeth i Lourdes (bessones del 1967) i Raimon i Núria (bessons del 1970).         
Bonastre es va casar el 6/5/1989 amb Mònica Majoral i Lludrigas (18/10/1963); té dos fills: Yair (13/4/1992) i Biel (1/2/1999).